# Welsh International 1991
Die Welsh International 1991 im Badminton fanden vom 28. bis zum 30. November 1991 im National Sports Center in Cardiff statt.

## Medaillengewinner
| Disziplin    | Gold                      | Silber                                | Bronze                             |
| ------------ | ------------------------- | ------------------------------------- | ---------------------------------- |
| Herreneinzel | Wei Yan                   | Jaimie Dawson                         | Anders Nielsen                     |
| Herreneinzel | Wei Yan                   | Jaimie Dawson                         | Peter Shepperd                     |
| Dameneinzel  | Fiona Smith               | Joanne Muggeridge                     | Suzanne Louis-Lane                 |
| Dameneinzel  | Fiona Smith               | Joanne Muggeridge                     | Katrin Schmidt                     |
| Herrendoppel | Michael Adams Chris Rees  | David Humble Anil Kaul                | Russell Hogg Kenny Middlemiss      |
| Herrendoppel | Michael Adams Chris Rees  | David Humble Anil Kaul                | Simon Archer Julian Robertson      |
| Damendoppel  | Denyse Julien Doris Piché | Elinor Middlemiss Jennifer Williamson | Joanne Wright Alison Humby         |
| Damendoppel  | Denyse Julien Doris Piché | Elinor Middlemiss Jennifer Williamson | Julie Bradbury Gillian Clark       |
| Mixed        | Andy Goode Joanne Wright  | Chris Hunt Karen Chapman              | Kenny Middlemiss Elinor Middlemiss |
| Mixed        | Andy Goode Joanne Wright  | Chris Hunt Karen Chapman              | Michael Keck Anne-Katrin Seid      |